# Furioso-North Star
Furioso-North Star (kurz Furioso) ist eine aus Ungarn stammende Pferderasse. Der Furioso – auf Ungarisch Mezőhegyesi félvér – gehört zu den ungarischen Halbblütern.
In Bayern wurde eine Linie der Rasse bis 2005 von Prinz Ludwig von Bayern in Leutstetten gezüchtet, die als Leutstettener bekannt sind, sie werden vom Bayerischen Zuchtverband für Kleinpferde und Spezialrassen e. V. betreut.
Hintergrundinformationen zur Pferdebewertung und -zucht finden sich unter: Exterieur, Interieur und Pferdezucht.

## Exterieur
Der Furioso ist ein elegantes Reitpferd mittlerer Größe, das vorwiegend in allen Braun- und Rappfärbungen vorkommt. Die Rasse verfügt über eine gute Gangveranlagung und besticht besonders durch Ausdauer und Härte in Verbindung mit Schnelligkeit.

## Interieur
Der Furioso-North Star eignet sich hervorragend für die Jagdreiterei und den Vielseitigkeitssport und bewährt sich gut in Dressur, Springen sowie im leichten Zug. Damit ist er für den ambitionierten Freizeitreiter, der auf ein gesundes in Fütterung und Haltung genügsames Pferd wert legt, geeignet.

## Zuchtgeschichte
Die Rasse entstand im Gestüt Mezőhegyes Mitte des 19. Jahrhunderts. In dieser Zentrale der ungarischen Halbblutzucht versuchte die Gestütsleitung dem Bedarf an Kavalleriepferden durch die Verpaarung des vorhandenen Mutterstutenbestandes (Stutenfamilien mit Mecklenburger, Trakehner, Siebenbürger und Nóniusz Abstammung) mit einer Auswahl an vielversprechenden Vollbluthengsten nachzukommen.
Im Jahr 1841 wurde Furioso senior, einer der beiden Stammväter und internationalen Namensgeber der Rasse, in Mezöhegyes aufgestellt. Furioso senior war ein brauner Vollblüter, der im Gestüt des Grafen György Károlyi 1836 geboren wurde. Väterlicherseits war er auf die berühmte Herod-Eclipse Verbindung gezogen; sein Vater Privater gewann zahlreiche Rennen in England und in der k & k Monarchie. Furiosos Mutter Miss Fury verfügte auch über eine erstklassige Abstammung, ihr Vater Whalebone war ebenfalls aus der Eclipse-Linie. Die Rennerfolge des Hengstes Furioso in Ungarn waren bei dieser Herkunft keine Überraschung. Das Zuchtpotential des ungeschlagenen Hengstes sollte in Mezőhegyes nach seiner Rennkarriere in der Halbblutzucht erprobt werden; er stand dem Gestüt für zehn Jahre zur Verfügung. Seine Nachkommen – 95 Hengst- und 81 Stutfohlen – fielen im Vergleich mit der Nachkommenschaft anderer Hengste nicht nur durch viel Adel und ein korrektes Gebäude, sondern auch durch eine beachtliche physische Standfestigkeit auf.
Der Rappe North Star senior wurde 1844 auf dem Vollblutgestüt von Lord Fitzwilliam in England geboren. Sein Vater Jaques – Halbbruder des berühmten Newminster – und seine Mutter Ringlet waren beide aus der Eclipse-Linie. North Star war von 1853 bis 1861 in Mezőhegyes aufgestellt. Seine Nachkommen (53 Hengst- und 61 Stutfohlen) waren eher fein, groß und sehr ausdauernd. Aufgrund ihres späten Reifungsprozesses wurden sie besonders gern mit den schneller heranwachsenden, robusten Furioso-Nachkommen verpaart. Trotz geringfügiger Unterschiede waren die Linienbegründer Furioso und North Star durchaus ähnliche Pferde. Sie verfügten nicht nur über eine vergleichbare Abstammung, sie gehörten hinsichtlich Charakter, Gebäude und Größe zum gleichen Typ des Englischen Vollbluts.
Die Nachkommen der beiden Gründerhengste wurden in Mezöhegyes weitergezüchtet und nach wenigen Generationen wurde die Trennung in zwei Stämme mit je zwei genealogischen Linien vollzogen. Die systematische Rotation der ausgesuchten Deckhengste aus vier Linien (Furioso „A“, Furioso „B“, North Star „A“, North Star „B“) brachte die nötige genetische Variabilität.
Von der Rasse Furioso-North Star kann man frühestens ab 1867 sprechen. In der darauf folgenden Konsolidierungsphase zeichnete sich die Rasse durch eine zunehmende Einheitlichkeit in Typ, Farbe und Charaktereigenschaften aus.
Die Zuchtbasis der Rasse ist momentan sehr gering, scheint sich aber nach dem Tiefpunkt in den 1980er Jahren zu erholen. In Ungarn sind lediglich 500 Zuchtstuten und 80 Hengste registriert. Die genetische Variabilität der Zuchttiere ist für eine Erhaltung der Rasse ausreichend.